# Juraj Ďurčanský
Juraj Ďurčanský (16. dubna 1873 Rajec – 1. května 1937 Levice nebo Sazdice) byl slovenský a československý katolický politik a meziválečný senátor Národního shromáždění ČSR za Slovenskou ľudovou stranu (od roku 1925 oficiální název Hlinkova slovenská ľudová strana).

## Biografie
Narodil se jako jediné dítě v rodině Gašpara Ďurčanského a jeho manželky Anny, rozené Židekové. V osmnácti letech vstoupil do římskokatolického spolku svätého Vojtecha. Ve dvaadvaceti letech se oženil s Máriou Kľačanskou. Měli spolu čtyři děti, včetně významného slovenského politika Ferdinanda Ďurčanského.
V roce 1929 se usadil v obci Sazdice, kde od hraběcího rodu Wilczků zakoupil menší statek.
Po parlamentních volbách v roce 1920 získal senátorské křeslo v Národním shromáždění. Mandát obhájil v parlamentních volbách v roce 1925 i parlamentních volbách v roce 1929. V roce 1920 byl zvolen na společné kandidátce Slovenské ľudové strany a celostátní Československé strany lidové. V roce 1921 ovšem slovenští poslanci vystoupili ze společného poslaneckého klubu a nadále již fungovali jako samostatná politická formace. Takto samostatně šla strana i do voleb v roce 1925 a 1929.
Zemřel roku 1937 v nemocnici v Levicích na těžký zápal plic.